# الدوري التشيلي لكرة القدم 1999
الدوري التشيلي لكرة القدم 1999 (بالإسبانية: Primera División de Chile 1999)‏ هو الموسم 67 من الدوري التشيلي لكرة القدم. كان عدد الأندية المشاركة فيه 16، وفاز فيه نادي أونيفرسيداد دي تشيلي.